# Conasprella mazei
Conasprella mazei, common name Maze's cone, là một loài ốc biển săn mồi, là động vật thân mềm chân bụng sống ở biển trong họ Conidae, họ ốc cối.

## Miêu tả
Kích thước vỏ ốc khoảng very elongate with an unusually high spire. The shell color is whitish with brown dot markings that can be almost in vuông shape.
Độ dài vỏ lớn nhất ghi nhận được là 59 mm.

## Môi trường sống
Độ sâu nhỏ nhất ghi nhận được là 152 m. Độ sâu lớn nhất ghi nhận được là 549 m.